# Hippeutis
Hippeutis is een geslacht van weekdieren uit de familie van de Planorbidae.

## Soorten
- Hippeutis complanatus (Linnaeus, 1758) (Vlakke schijfhoren)

Niet geaccepteerde soorten:
- Hippeutis caenosus (W. H. Benson, 1850) -> Helicorbis umbilicalis (W. H. Benson, 1836)
- Hippeutis junodi Connolly, 1922 -> Lentorbis junodi (Connolly, 1922)
- Hippeutis schubarti F. Haas, 1938 -> Drepanotrema lucidum (L. Pfeiffer, 1839)
- Hippeutis thienemanni B. Rensch, 1934 -> Helicorbis thienemanni (B. Rensch, 1934)
- Hippeutis umbilicalis (W. H. Benson, 1836) -> Helicorbis cantori (W. H. Benson, 1850)